# 圣桑福里安-德泰尼耶尔
圣桑福里安-德泰尼耶尔（法語：Saint-Symphorien-de-Thénières，法語發音：[sɛ̃ sɛ̃fɔʁjɛ̃ də tenjɛʁ]）是法国阿韦龙省的一个市镇，属于罗德兹区。该市镇2009年时的人口为211人。

## 人口
圣桑福里安-德泰尼耶尔人口变化图示
| 数据来源：INSEE |